# Болест на Паркинсон
Болестта на Паркинсон (БП) (на английски: Parkinson's disease (PD)) е неврологично заболяване, характеризирано с дегенерация на допаминергичните (произвеждащи допамин) неврони в субстанция нигра.

## Симптоматика
На невронално ниво се забелязва понижена активност в специфични структури от мозъка, наречени базални ганглии, които регулират много моторни и психични процеси. Дисфункцията на базалните ганглии е в основата на симптоматиката при БП.
Невродегенеративните процеси остават дълго време незабелязани: първите моторни симптоми (тремор в покой, най-ясно забележим в пръстите на ръцете) се появяват едва когато 70 – 80% от допаминергичните неврони са дегенерирали. Поради участието на допамина в регулацията на много физиологични и психични процеси симптоматиката е комплексна. Наред с моторните симптоми (тремор, ригор, ступор) се забелязват специфични когнитивни дефицити, а при 30 – 50% от пациентите – депресия с характерна за болестта (неврогенна) симптоматика. Част от пациентите (20 – 25%) развиват деменция.

## Превалентност
БП се среща сравнително рядко (между 100 и 200 на 100 000 души) и засяга предимно хора на възраст между 50 и 60 години (при около 10% от пациентите диагнозата е поставена преди 40-ата година). През последните години се наблюдава плавна тенденция към увеличаване квотата на „младите“ пациенти.

## Етиология
Причината за възникване на характерната симптоматика е дегенерацията на допаминергичните неврони в субстанция нигра. Допаминът регулира много психични и физиологични процеси, в това число и функцията на базалните ганглии (наричани още подкорови ядра). Моторните и психични дефицити, характерни за БП, са предимно свързани с дисфункция на базалните ганглии, предизвикана от понижена допаминова активност вследствие дегенерацията на допаминергичните неврони. Причините за дегенеративните процеси не са ясни – в този смисъл етиологията на БП е неизяснена.

## Лечение
На този етап БП не може да бъде излекувана, т.е. дегенеративните процеси в субстанция нигра не могат да бъдат спрени. Успешно се прилага симптоматично лечение: въпреки че източникът на заболяването е неизвестен и не може да се премахне, симптомите могат да се смекчат или премахнат с комбинация от фармакологична терапия, психотерапия, физиотерапия и (когато се налага) неврохирургична намеса. Симптоматичното лечение облекчава симптоматиката значително и позволява на пациентите да водят пълноценен живот въпреки заболяването си.
Във фармакотерапията се прилагат предимно леводопа (прекурсор на недостигащия допамин) и допаминови агонисти (вещества, „имитиращи“ или засилващи естественото въздействие на допамин в мозъка). Към неврохирургичните методи за терапия се числят оперативното премахване на участъци от мозъка с патологично повишена активност или имплантиране на невронални пейсмейкъри, които потискат абнормалната активност. В практиката неврохирургичните методи се прилагат, ако и когато ефектите на фармакотерапията са недостатъчни. Психотерапията се прилага, за да редуцира когнитивните дефицити на пациентите (клинична невропсихология) или при диагноза на депресия. Физиотерапията (често подценявана както от пациентите, така и от лекуващите ги професионалисти) се прилага за редуциране на моторната симптоматика.

## Прогноза
БП е хронично заболяване – невродегенеративните процеси напредват бавно, но постоянно. Заболяването не е летално дори в тежките си форми. Въпреки това симптоматиката обременява пациентите значително.